# حزب جمهوری‌خواه (ایالات متحده آمریکا)
حزب جمهوری‌خواه ایالات متحده‌ آمریکا (به انگلیسی: The U.S. Republican Party)، هم‌چنین شناخته‌شده با نام جی‌اوپی (به انگلیسی: GOP) یا حزب بزرگ قدیمی (به انگلیسی: Grand Old Party)، یکی از دو حزب بزرگ این کشور است که به همراه حزب دموکرات ایالات متحده‌ی آمریکا حکومت را در این کشور در دست دارد. این حزب در سال ۱۸۵۴ توسط فعالان ضد برده‌داری در آمریکا تأسیس شد. ۱۹ رئیس‌جمهور منتخب آمریکا عضو حزب جمهوری‌خواه بوده‌اند. آبراهام لینکلن (در بین سال‌های ۱۸۶۱ تا ۱۸۶۵) اولین رئیس‌جمهور از این حزب بود. دونالد ترامپ رییس جمهور  منتخب انتخابات ریاست جمهوری ۲۰۲۴ آمریکا عضو حزب جمهوری‌خواه است.
برخلاف دموکرات‌ها که مترقی هستند، جمهوری‌خواهان نوعاً در دسته محافظه‌کاران قرار می‌گیرند؛ البته این بدان معنی نیست که همه مبانی سیاسی لیبرالیسم از نظر جمهوری‌خواهان رد می‌شود، بلکه اشاره به این موضوع دارد که تمایلات آن‌ها بیشتر به سمت لیبرالیسم کلاسیک سوق دارد.
در قرن بیست و یکم، حزب جمهوری‌خواه قوی‌ترین حمایت خود را از رأی‌دهندگان روستایی، سفیدپوستان جنوبی، مسیحیان انجیلی، مردان، شهروندان سالمند و رأی‌دهندگان بدون مدرک دانشگاهی دریافت می‌کند.
در مورد مسائل اقتصادی، این حزب از شروع تأسیس، رویکردی طرفدار تجارت و شرکت ها داشته است. در حال حاضر از سیاست‌های مرکانتیلیستی ترامپ حمایت می‌کند، در حالی که با جهانی‌گرایی، تجارت آزاد و نئولیبرالیسم مخالف است. این حزب از حمایت‌گرایی اقتصادی و وضع تعرفه بر واردات برای همه کشورها با بالاترین نرخ در جهان، برای اهداف اعلام‌شده‌ای مانند کاهش کسری تجاری، ایجاد درآمد مالیاتی و ترویج تولید آمریکایی، حمایت می‌کند. همچنین از مالیات بر درآمد پایین و مقررات‌زدایی حمایت می‌کند، در حالی که با سوسیالیسم، اتحادیه‌های کارگری، گزینه بیمه سلامت عمومی و مراقبت‌های بهداشتی تک‌پرداخت‌کننده مخالف است.
در مورد مسائل اجتماعی از محدود کردن حق بارداری، افزایش مجازات مجرمان(مثل اعدام کردن) و حق داشتن اسلحه در آمریکا را حمایت می کند، مخالف حقوق افراد ترنس است و از گرفتن محدود مهاجران قانونی حمایت می کند اما مخالف سرسخت مهاجران غیر قانونی است.
در حال حاضر، جمهوری‌خواهان هم در مجلس نمایندگان در اکثریت و هم در مجلس سنا در اکثریت هستند.

## جناح‌بندی داخلی

### نومحافظه‌کاران
محافظه‌کاران نوین یک جناح کم‌تعداد اما با نفوذ در داخل حزب جمهوری‌خواه ایالات متحده آمریکا است. این گروه در اواسط دهه ۱۹۹۰ در پی رویکرد لیبرالیستی بیل کلینتون اعلام موجودیت کردند. بیانیه پروژه قرن جدید ایالات متحده که در ژوئن ۱۹۹۷ منتشر شد انجیل محافظه‌کاران نوین در ایالات متحده آمریکا به‌شمار می‌آید.
محافظه‌کاران نوین همانند جناح‌های سنتی حزب جمهوری‌خواه از دولت حداقل و تقویت پایه‌های تجارت آزاد جانبداری می‌کنند اما نگرش انزواطلبانه جناح سنتی حزب را رد می‌کنند. آنان همچنین با رویکرد بین‌الملل‌گرایانه جمهوری‌خواهان میانه‌رو که جورج هربرت واکر بوش نماد آن به‌شمار می‌آید مخالف هستند. به‌کارگیری ابزار قدرت در حل منازعات بین‌المللی و اجرای مشروط تعهدات جهانی آمریکا از جمله اصول مهم محافظه‌کاران نوین در عرصه سیاست خارجی و امنیتی است.

### مسیحیان راستگرا

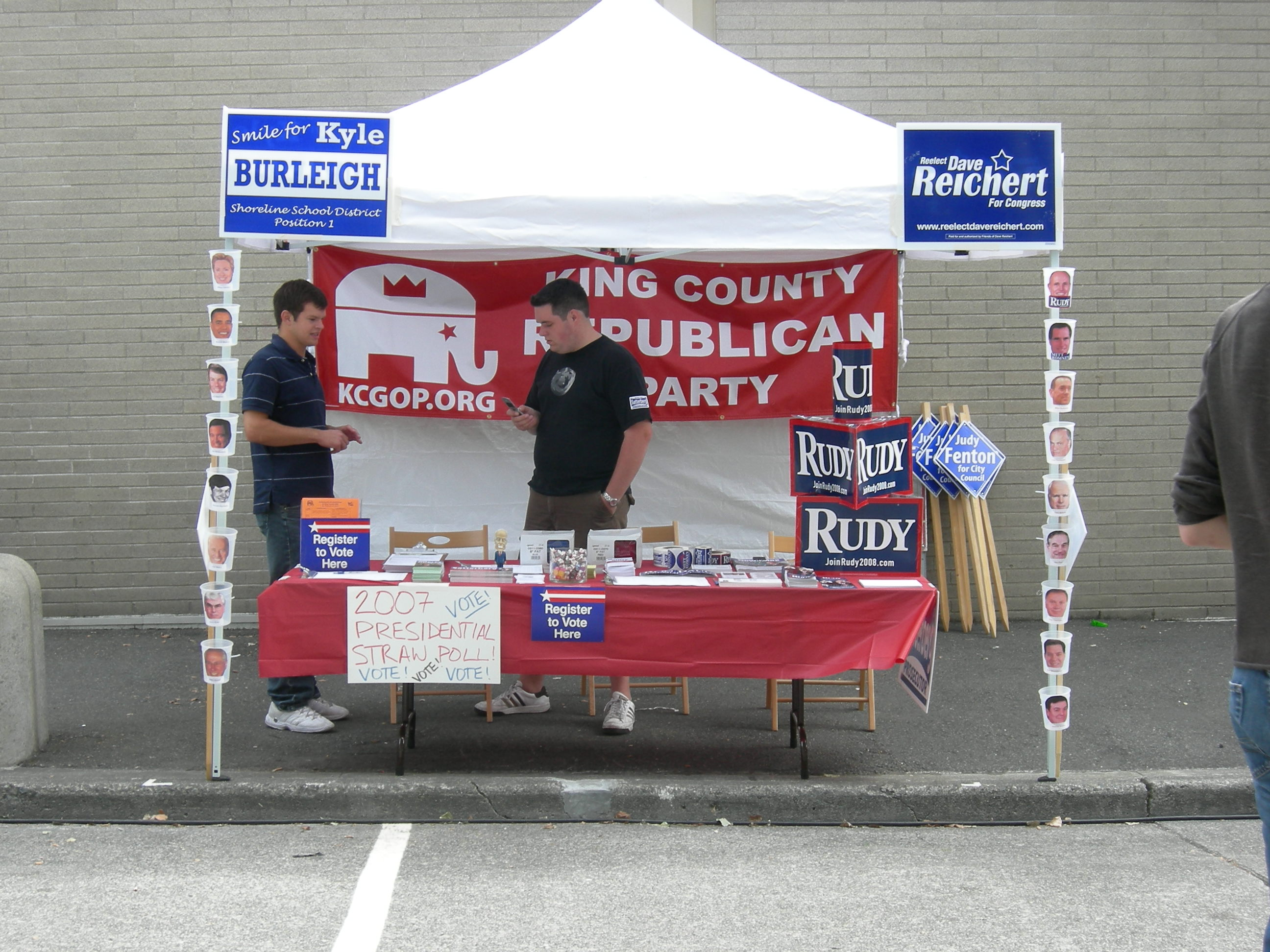
یک باجه محلی در ایالت واشینگتن برای ثبت نام در حزب

از این گروه تحت عنوان بنیادگرایان مسیحی نیز یاد می‌شود و روابط نزدیکی با محافظه‌کاران نوین دارند. مسیحیان راستگرا خواهان تقویت نهادهای مذهبی و حمایت‌های مالی دولت فدرال از کلیساها و موسسات مذهبی هستند. مخالفت نسبی با همجنس‌گراها، مخالفت با سقط جنین و تحقیقات سلول‌های جنینی از جمله اهداف اصلی این جناح به‌شمار می‌آید. ایالت‌های جنوبی موسوم به کمربند انجیلی پایگاه اصلی و دژ قدرتمند مسیحیان راستگرا به‌شمار می‌آیند. این جناح روابط دوستانه‌ای با محافل یهودی در داخل و خارج از آمریکا دارد و به همین دلیل از آنان به عنوان صهیونیسم مسیحی یاد می‌شود. هر چند که کلیه هواداران بنیادگرایی مسیحی از نگرش‌های جنگ آخرالزمانی پیروی نمی‌کنند. مسیحیان راستگرا از جمله مخالفان جدی یهودیت به عنوان آیین هستند اما از مفهوم یهودیت به عنوان یک تبار نظیر آنچه در جنبش صهیونیسم آمده‌است دفاع می‌کنند. عده‌ای یکی از شرایط ظهور مسیح را کمک مادی و معنوی به فرزندان اسرائیل را برای نزول معبد سوم سلیمان از عرش اعلای خداوندی در اورشلیم قدس که محل حکم فرمایی مسیح است می‌دانند. سناتور سابق ترنت لات و جان اشکرافت وزیر دادگستری در دولت اول جورج دبلیو بوش از شاخص‌ترین چهره‌های مسیحیان راستگرا هستند. ائتلاف مسیحی به رهبری پت رابرتسون و فدراسیون ملی انجمن جمهوری‌خواهان بزرگ‌ترین سازمان‌های سیاسی این جناح محسوب می‌شوند.

### جناح میانه
این جناح به میانه‌روهای نیکسون راکفلر معروف هستند. میانه‌روها در دهه‌های ۱۹۶۰ تا ۱۹۸۰ گرایش غالب حزب جمهوری‌خواهان را شکل می‌دادند. این گروه متأثر از تحولات اجتماعی دوران زمامداری جان کندی و لیندون بنیز جانسون تلاش کردند میان اصول ثابت محافظه‌کاری و لیبرالیسم اجتماعی نقطه مشترکی ایجاد نمایند. در عرصه سیاست خارجی، میانه‌روهای حزب جمهوری‌خواه به ایفای نقش فعال‌تر در نظام بین‌الملل معتقد هستند. علاوه بر چهره‌هایی نظیر نیکسون، راکفلر و کیسینجر که هر یک در دهه ۱۹۷۰ از نقش اثرگذاری بر حزب برخوردار بودند، جورج هربرت واکر بوش را نیز می‌توان در این جناح قرار داد. کالین پاول وزیر امور خارجه در دولت اول بوش و جورج پاتاکی فرماندار سابق نیویورک شاخص‌ترین شخصیت‌های کنونی جناح میانه‌رو حزب هستند. جمهوری‌خواهان مین استریت و شورای رهبری جمهوری‌خواهان به عنوان عمده‌ترین سازمان‌های سیاسی این جناح محسوب می‌شوند، رهبران این جناح در عرصه سیاست داخلی از ایفای نقش بیشتر دولت برای حل مشکلات اجتماعی، خدمات بهداشتی و بیمه‌های بیکاری حمایت، این گروه کمترین مخالفت را در برابر محدود کردن حق بارداری، حق افراد ترنس و افراد همجنسگرایان از بقیه جناح‌های حزب دارند.
از معروف ترین سیاست مداران این جناح میشه از
فرماندارد ایالت ورمونت : Phil Scott
سناتور مین : Susan Margaret Collins
سناتور آلاسکا : Lisa Murkowski

### جناح لیبرتاریان ها
این جناح از حزب، بیشترین محبوبیت را در غرب میانه و غرب ایالات متحده دارد. لیبرترینیسم از دل جنبش راست در دهه‌های ۱۹۵۰ و ۱۹۶۰ ظهور کرد. بری گلدواتر تأثیر قابل توجهی بر جنبش محافظه‌کار-لیبرتارین دهه ۱۹۶۰ داشت. در مقایسه با سایر جمهوری‌خواهان، آنها بیشتر طرفدار قانونی شدن ماری‌جوانا، حقوق LGBT مانند ازدواج همجنس‌گرایان، حق اسلحه، مخالفت با نظارت گسترده و حمایت از اصلاحات در قوانین فعلی پیرامون مصادره دارایی‌های مدنی هستند. لیبرترین‌های راست‌گرا در مورد موضوع سقط جنین به شدت دچار اختلاف نظر هستند، آنها اعتقاد دارند دخالت دولت در اقتصاد و مسائل اجتماعی باید به حداقل خود برسد و از سرمایه‌داری رهاشدگی حمایت می کنند.

## تاریخچه

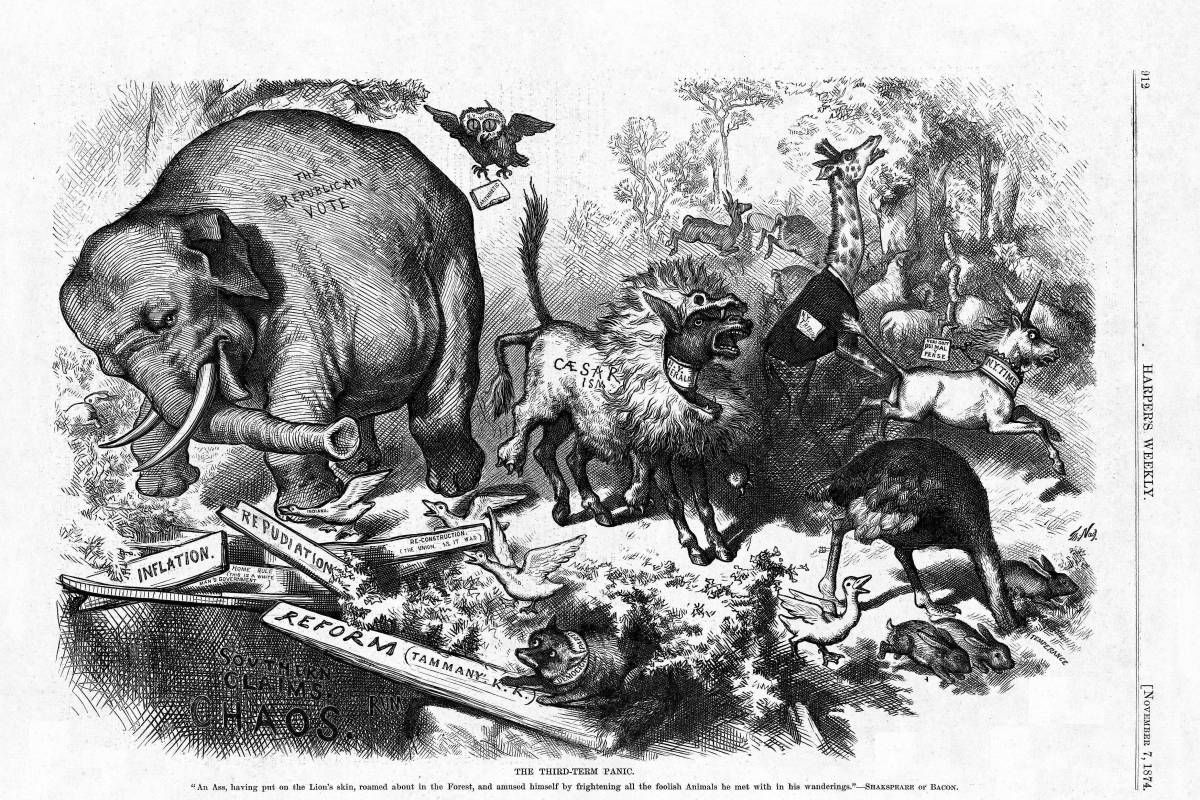
یک کاریکاتور سیاسی از سال ۱۸۷۴

### سال‌های آغازین
حزب جمهوری‌خواه در فضای رقابت‌آمیز میان هواداران الغای برده داری و طرفداران آن در اواسط دهه ۱۸۵۰ متولد شد. در ژوئن ۱۸۵۴ تعدادی از هواداران جدی لغو نظام برده داری و اسکان مهاجران جدید در سرزمین‌های غربی، در شهر جکسون ایالت میشیگان دور هم جمع شدند و تأسیس حزب جمهوری‌خواه را رسماً اعلام کردند. نام جمهوری‌خواه نیز از نام حزب جمهوری‌خواهان دموکراتیک که در ابتدای قرن نوزدهم توسط توماس جفرسون بنیان گذاشته شد، اقتباس گردید. مؤسسان حزب جدیدالتأسیس معتقد بودند رهبران حزب دموکرات آرمان‌های جفرسون را تحریف کرده و با حمایت از نظام برده داری، اصول جمهوریت را زیر پا گذاشته‌اند. به همین دلیل آنان با انتخاب نام جمهوری‌خواه اعلام داشتند که راه جفرسون را ادامه خواهند داد.
با تأسیس حزب جمهوری‌خواه، نظام دوحزبی دموکرات _ ویگ Whig به سیستم سه حزبی تبدیل گشت و حزب جمهوری‌خواه به عنوان حزب سوم مطرح شد. این وضعیت دیر زمانی ادامه نیافت تا اینکه با افول مقبولیت حزب ویگ، جمهوری‌خواهان به حزب دوم و سپس حزب اول تبدیل شد. در نخستین انتخابات ریاست جمهوری پس از تأسیس حزب جمهوری‌خواه، نامزد این حزب جان فریمونت ۱۱۴ رأی مجمع انتخاباتی کسب کرد که خبر از مقبولیت این حزب در نزد افکار عمومی مردم آمریکا به ویژه در ایالت‌های شمالی می‌داد. ۴ سال بعد آبراهام لینکلن نامزد حزب جمهوری‌خواه در انتخابات ریاست جمهوری در سال ۱۸۶۰ ،۱۸۰ رأی الکترال به دست آورد. بدین ترتیب وی با فاصله بسیار زیاد از نامزد حزب دموکرات، وارد کاخ سفید شد. با پیروزی لینکلن دوران ۵۰ ساله حاکمیت سیاسی حزب جمهوری‌خواه، تنها ۵ سال بعد از تأسیس آن آغاز شد.

### قدرت برتر

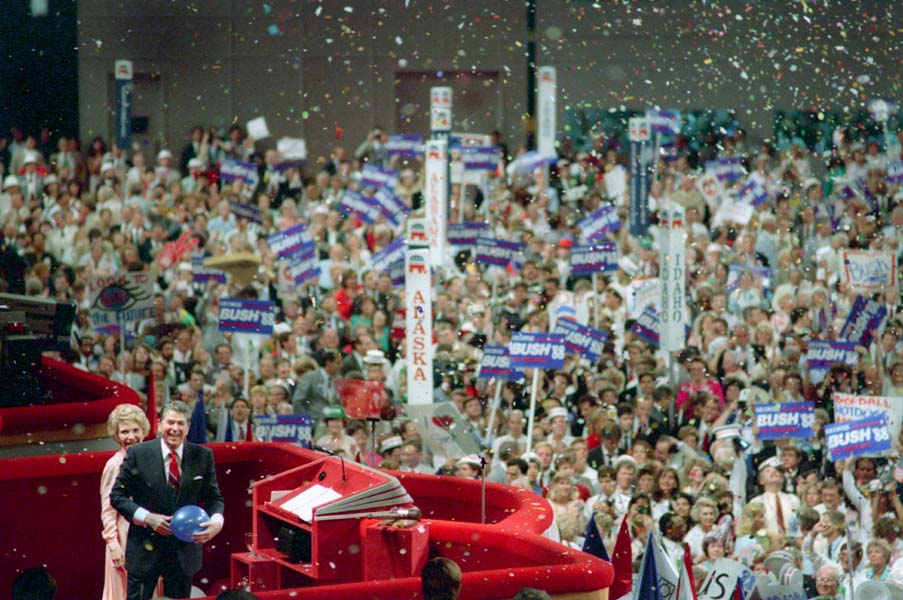
کنوانسیون حزب در ۱۹۸۸

پیروزی یک مدافع سرسخت لغو برده داری در فضای متشنج آن روزهای ایالات متحده آمریکا، چیزی جز جنگ داخلی آمریکا به همراه نیاورد. با شکست سهمگین جنوبی‌ها، جمهوری‌خواهان شمالی تا چند دهه به قدرت مسلط سیاسی کشور تبدیل شدند. لینکلن با استفاده از پیروزی نظامی و معنوی دولت فدرال بر ایالت‌های تجزیه طلب جنوبی اعلامیه معروف خود مبنی بر آزادی برده‌ها را اعلام کرد. چند ماه پس از آن سیزدهمین اصلاحیه قانون اساسی ایالات متحده آمریکا در ۱۸ دسامبر ۱۸۶۵ به تصویب رسید و براساس آن هر نوع برده داری جرم و مبادرت به آن ممنوع شد. ۵ روز پس از آن نیز در ۲۳ دسامبر آبراهام لینکلن به دست یک نژادپرست متعصب به قتل رسید. اندرو جانسون معاون لینکلن بازسازی اقتصادی جنوب و مبارزه با آخرین بقایای برده داری را در دستور کار خویش قرار داد و توانست چهاردهمین اصلاحیه قانون اساسی را به تصویب برساند.
تا ۴۰ سال بعد نظام سرمایه‌داری آمریکا با هدایت جمهوری‌خواهان توسعه پیدا کرد. در پایان قرن نوزدهم و پس از ۴ دهه حاکمیت جمهوری‌خواهان، ایالات متحده به یک ابرقدرت اقتصادی در جهان تبدیل شد.
دو دوره ریاست جمهوری توماس وودرو ویلسون دموکرات که جمهوری‌خواهان را از کاخ سفید دور نگه داشت، با حوادث جنگ جهانی اول و سپس ورود ایالات متحده به نبردهای قاره اروپا هم‌زمان بود. پس از آنکه جنگ به پایان رسید و حساسیت مسائل خارجی و امنیتی فروکش کرد، جمهوری‌خواهان تازه‌نفس، تهاجم سیاسی خود را علیه ویلسون و سیاست‌های داخلی و خارجی حزب دموکرات آغاز کردند. مسائل اجتماعی ناشی از جنگ، نظیر بازگشت صدها هزار سرباز بیکار به کشور و فریاد خشمگینانه مادرانی که فرزندانشان را در اروپا از دست داده بودند، فضای مناسبی را در اختیار جمهوری‌خواهان قرار داد تا ویلسون را مقصر ورود ایالات متحده به یک جنگ ناخواسته در اروپا معرفی کند. آنان طرح صلح ۱۴ ماده‌ای ویلسون به ویژه عضویت ایالات متحده در جامعه ملل را در سنا رد و برنامه‌های اجتماعی وی را زمین گیر کردند؛ بنابراین هنگامی که انتخابات ریاست جمهوری سال ۱۹۲۰ از راه رسید، وارن گامالیل هاردینگ نامزد جمهوری‌خواهان توانست به راحتی جیمز کاکس دموکرات را شکست دهد.

### افول

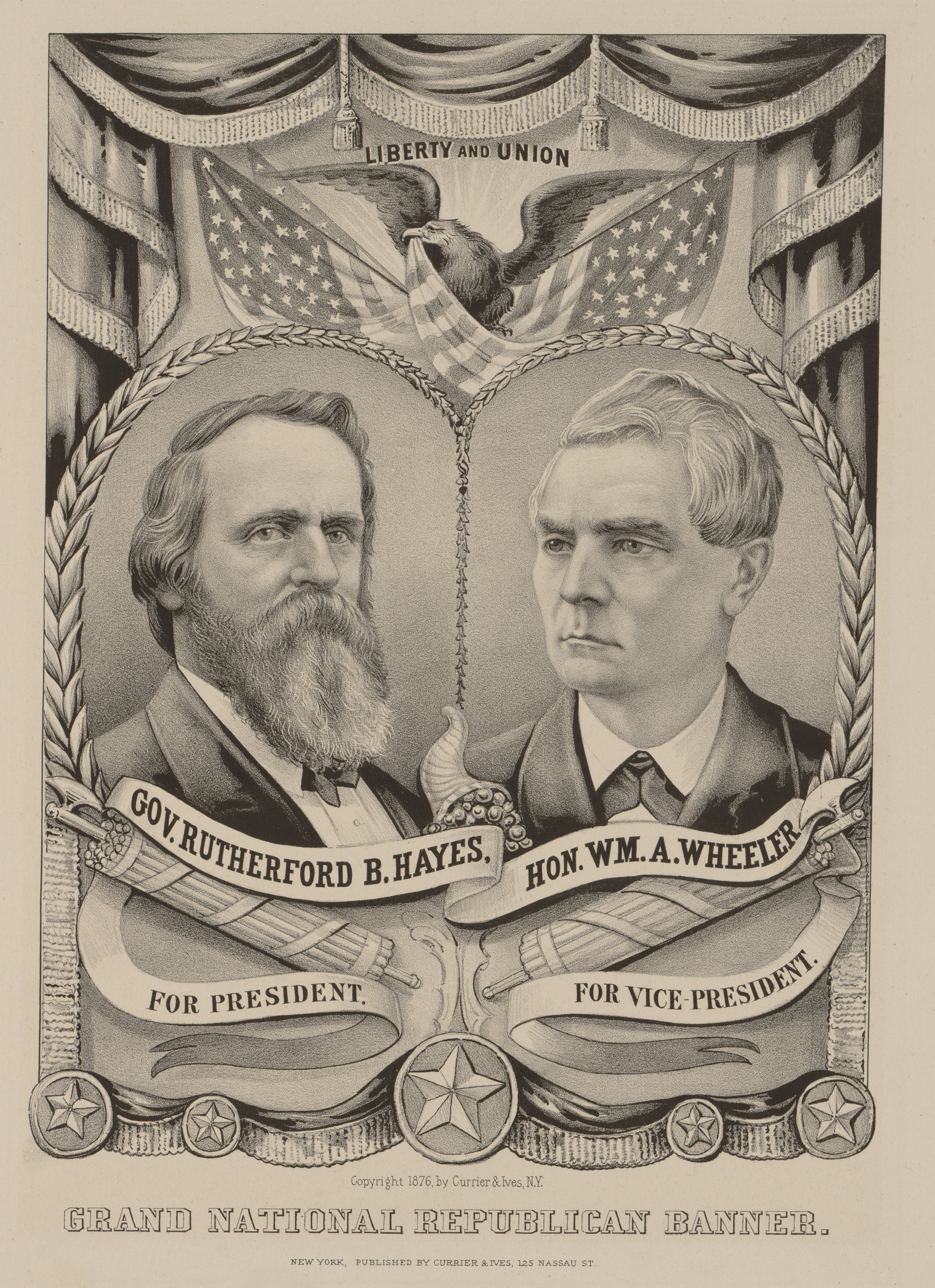

دوره کوتاه ریاست جمهوری وارن هاردینگ به استثنای تصویب هجدهمین اصلاحیه قانون اساسی که حمل ونقل و فروش هر نوع مشروبات الکلی در سرتاسر ایالات متحده را ممنوع کرد، دارای ویژگی خاصی نبود. جمهوری‌خواهان در همین زمان احقاق حقوق سیاسی زنان را نیز مدنظر قرار دادند. نخستین زن عضو مجلس نمایندگان ایالات متحده آمریکا جانت رانکین از ایالت مونتانا، یک جمهوری‌خواه بود که در سال ۱۹۱۷ به مجلس نمایندگان راه یافت.
در پی مرگ هاردینگ در سال ،۱۹۲۳ معاون وی جان کالوین کولیج عهده‌دار پست ریاست جمهوری شد و در سال ۱۹۲۴ برای یک دوره دیگر از سوی مردم انتخاب شد. در این دوره ۵ ساله، همه چیز از یک رونق اقتصادی درازمدت خبر می‌داد. اما تنها یک سال بعد از پیروزی هربرت هوور جمهوری‌خواه در سال ،۱۹۲۸ بحران «سقوط بزرگ» از راه رسید و کشور را در گردابی از ورشکستگی، بیکاری، گرسنگی و فقر عمومی فرو برد. فقر، بیکاری، ورشکستگی و از بین رفتن میلیاردها دلار پس‌انداز مردم، خشم عمومی را علیه جمهوری‌خواهان برانگیخت. هوور که در انتخابات سال ۱۹۲۸ با ۴۴۴ رأی الکترال به پیروزی رسیده بود، ۴ سال بعد در اوج بحران اقتصادی تنها موفق شد ۵۵ رأی را در رقابت با فرانکلین روزولت به دست آورد. بدین ترتیب جمهوری‌خواهان که برای چند دهه به نیروی سیاسی مسلط کشور تبدیل شده بودند، در ناکامی از حل بحران اقتصادی و اجتماعی ایالات متحده به مدت ۲۰ سال از قدرت کنار گذاشته شدند.
در پایان دوره ریاست جمهوری لیندون بنیز جانسون، ناکامی در جنگ ویتنام و رشد روحیه محافظه کاری در میان مردم، سبب شد تا جمهوری‌خواهان مجدداً به حکومت دعوت شوند. پیروزی ریچارد نیکسون در سال ۱۹۶۸ آغازگر عصر حیات دوباره روحیه جمهوری‌خواهی و محافظه کار بود. چنانچه بلافاصله پس از انتخاب او، کوشش‌هایی برای متوقف کردن رشد دولت رفاهی و غیرمتمرکز کردن حکومت به عمل آمد. وی در زمینه اقتصاد، از سیاست بازار آزاد و رقابت در دادوستد حمایت می‌کرد. دوره دوم ریاست جمهوری نیکسون با چهره‌ای کاملاً متفاوت آغاز شد. وی که با شعار پایان بخشیدن به جنگ ویتنام توانسته بود نامزد حزب دموکرات را در انتخاب سال ۱۹۶۸ شکست دهد، اکنون در پایان دوره اول ریاست جمهوری خود کاملاً در ماجرای جنگ ویتنام غرق شده بود. اما آنچه که دومین دوره ریاست جمهوری نیکسون را در تاریخ ایالات متحده آمریکا منحصربه‌فرد کرده‌است، ماجرای رسوایی واترگیت است.
رسوایی اخلاقی واترگیت و شکست تحقیرآمیز ایالات متحده در ویتنام ضربه سهمگینی بر موقعیت جمهوری‌خواهان وارد کرد. حتی تلاش‌های فشرده جرالد رودولف فورد که جانشین نیکسون شده بود، نتوانست از تضعیف روزافزون جایگاه جمهوری‌خواهان در نزد افکار عمومی مردم جلوگیری به عمل آورد.

### حاکمیت جناح راست

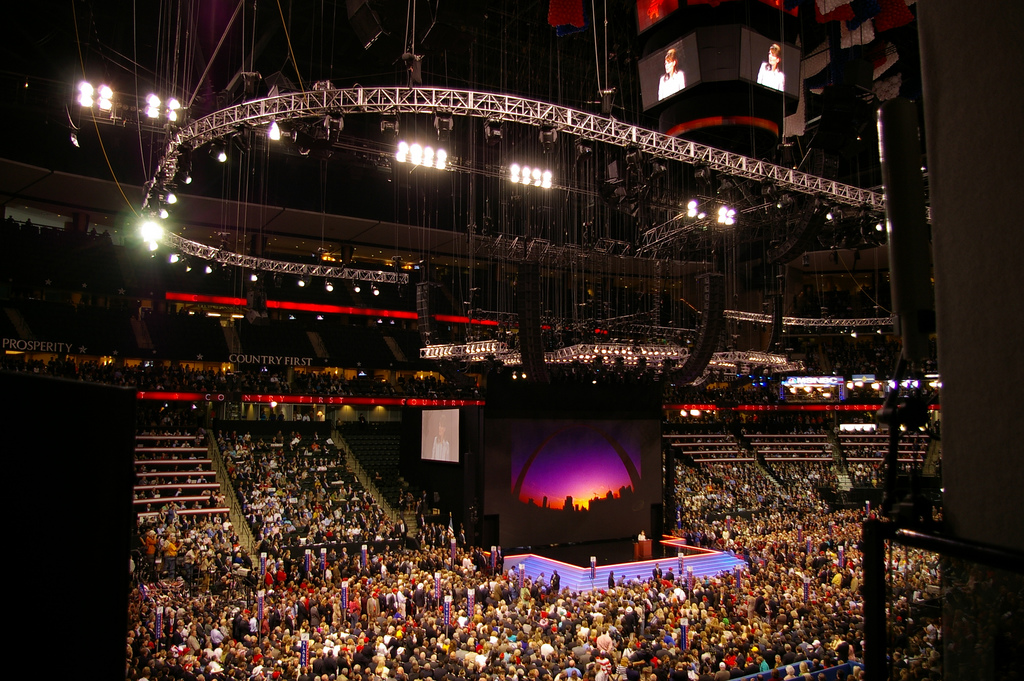

پیروزی رونالد ریگان در ابتدای دهه ۱۹۸۰ در حقیقت پیروزی جناح راست حزب جمهوری‌خواه بود که محافظه‌کاری را به شکل عمیق در کشور حاکم کرد. وی با شعار کاهش مالیات‌ها، کاهش هزینه‌های دولت، تقویت بودجه نظامی و کاهش دخالت‌های دولت در امر بخش خصوصی به کاخ سفید وارد شد. به همین دلیل در نخستین دوره ریاست جمهوری ریگان، بزرگ‌ترین کاهش مالیات‌ها در طول تاریخ ایالات متحده و عظیم‌ترین بودجه نظامی در دوران صلح به مرحله اجرا گذاشته شد. در بخش اقتصاد، کاهش هزینه‌های دولت، با افزایش نرخ بیکاری همراه شد و ۴ برابر شدن قیمت نفت، رکود اقتصادی را در ایالات متحده به همراه آورد. اما در عرصه سیاست خارجی، ریگان با در پیش گرفتن یک سیاست خارجی تهاجمی علیه «شیطان سرخ» - اتحاد شوروی _ به بازسازی روحیه ملی پرداخت. وی خصومت و رقابت با مسکو را از طریق طرح جنگ ستارگان به اوج رساند به این امید که ماشین نظامی روس‌ها را از نفس بیندازد. این هدف در زمان جانشین وی یعنی جورج بوش پدر به بار نشست.
ریگان در دوره دوم ریاست جمهوری خود که در سال ۱۹۸۵ آغاز شد، از یکسو با رکود اقتصادی و کسری عظیم بودجه و از سوی دیگر با رسوایی ایران - کنترا مواجه شد. اگرچه وی توانست به مراتب بهتر از نیکسون در مقابله با بحران سیاسی واترگیت مقاومت کند، لیکن در ۲ سال باقی‌مانده از دوره دوم ریاست جمهوری خود، هرگونه ابتکار عمل را از دست داد. وی تنها از طریق اعمال فشار بر میخائیل گورباچف رهبر اصلاح‌طلب اتحاد شوروی و کسب امتیازات بیشتر از مسکو توانست میزان مقبولیت حزب جمهوری‌خواه را در نزد افکار عمومی حفظ نماید. بدین ترتیب زمینه برای پیروزی جورج بوش معاون ریگان و نامزد حزب جمهوری‌خواه در انتخابات ریاست جمهوری سال ۱۹۸۸ مهیا گشت. در این انتخابات، جمهوری‌خواهان توانستند برای نخستین بار پس از جنگ جهانی دوم برای سومین بار درکاخ سفید مستقر شوند. پیروزی بوش بر مایکل دوکاکیس دموکرات در سال ۱۹۸۹ از جهت دیگری نیز حائز اهمیت است، زیرا برای اولین‌بار در قرن بیستم یک معاون رئیس‌جمهوری در انتخابات به پیروزی دست یافت و جانشین رئیس خود در کاخ سفید شد. اما به رغم این موفقیت، بوش موفق نشد حکومت خود را تجدید کند و در رقابت با بیل کلینتون دموکرات شکست خورد.
از دهه ۱۹۹۰، حمایت از این حزب عمدتاً از ایالت های جنوبی، دشت‌های بزرگ، ایالت‌های کوهستانی و مناطق روستایی شمال بوده است. این حزب از اقتصاد بازار آزاد، محافظه‌کاری فرهنگی و اصالت‌گرایی در فقه قانون اساسی حمایت می‌کند. ۱۹ رئیس جمهور جمهوری‌خواه وجود داشته است که بیشترین تعداد از یک حزب سیاسی است، هرچند بعد از پیروزی ترامپ در انتخابات ۲۰۲۴ حزب جمهوری خواه پیشرفت بزرگی در گرفتن رای در ایالت های شمالی داشتند

## اصول کلی

### اقتصاد
این حزب طرفدار کوچک شدن دولت و عدم دخالت آن در اقتصاد هستند و با گرفتن مالیات بیشتر از ثروتمندان مخالفند. به‌طور کلی، دموکراتها بیش از رقیبشان طرفدار عدالت اجتماعی و افزایش رفاه طبقات محروم تر جامعه هستند.

### انرژی
حزب جمهوری‌خواه به توسعه منابع سنتی انرژی تمایل بیشتری دارد. به اعتقاد آن‌ها انرژی هسته‌ای وافر و مقرون به صرفه بوده و جزء انرژی‌های پاک به‌شمار می‌رود. این حزب معتقد است که برای تولید نوع بی‌خطر این انرژی باید به توانایی بازار آزاد اعتماد کرد. به اعتقاد آن‌ها ترکیبی از انرژی‌های مختلف، گزینه مناسبی برای اقتصاد آمریکا به‌شمار می‌رود.

### همجنسگرایی و مسائل مرتبط با باروری و سود بانکی
این حزب گرایش بیشتری به مذهب دارد از این رو با سقط جنین و ازدواج همجنس‌گرایان و نرخ بهره به شدت مخالف هستند.

### امور خارجه
در عرصهٔ سیاست خارجی، جمهوری‌خواهان طرفدار افزایش بودجه نظامی کشور و طرفدار اقداماتی هستند که به بزرگ‌تر و قدرتمندتر شدن ارتش بیفزاید. جمهوری‌خواهان، به‌خصوص آن‌هایی که جزء نومحافظه‌کاران هستند، معتقد هستند که ایالات متّحده باید در عرصهٔ خارجی سیاست‌هایی تهاجمی را دنبال کند و با کشورهایی که مزاحم منافع این کشورند، به شدّت برخورد کنند. سه رئیس‌جمهور جمهوری‌خواه ایالات متّحده آمریکا در سه دههٔ اخیر، رونالد ریگان، جورج بوش (پدر)، جورج بوش (پسر) به روشنی نشان دادند که ایده جمهوری‌خواهان در سیاست خارجی، تهاجمی و جنگ طلبانه است.